# Тур, Иван Петрович
Иван Петрович Тур (укр. Іван Петрович Тур; 27 июня (10 июля) 1905, м. Купянск, Купянская волость, Купянский уезд, Харьковская губерния, Российская империя — 24 октября 1965, Москва, СССР) — советский государственный и партийный деятель.

## Биография
Родился 27 июня (10 июля) 1905 в местечке Купянск Харьковской губернии Российской империи. Украинец
В 1924—1927 годах был слушателем рабочего факультета при Московском институте инженеров железнодорожного транспорта. В 1930—1932 годах учился в Московском автотранспортном институте. С мая 1932 года обучался в Военной академии моторизации и механизации РККА. В 1954—1955 годах был слушателем Курсов переподготовки при ЦК КПСС.
Член ВКП(б) / КПСС с 1926 года. Далее находился на государственных и партийных должностях:
- в 1927—1930 годах — политический руководитель специальных курсов, преподаватель политической грамоты, заведующий вечерней рабочей школой Краснопресненского районного отдела народного образования (Москва);
- до 1937 года был начальником цеха и отдела технического контроля Могилёвского авторемонтного завода (Белорусская ССР);
- с ноября 1937 по март 1938 года — секретарь Могилёвского городского комитета КП(б) Беларуси;
- с марта по май 1938 года — 3-й секретарь Организационного бюро ЦК КП(б) Беларуси по Могилёвской области;
- с мая 1938 по декабрь 1939 года — 3-й секретарь Могилёвского областного комитета КП(б) Беларуси;
- с 29 ноября 1939 года по март 1941 года — 1-й секретарь Барановичского областного комитета КП(б) Беларуси;
- с 26.3.1941 по 26.8.1943 — секретарь ЦК КП(б) Беларуси по железнодорожному транспорту;
- в 1941—1942 годах — секретарь Свердловского областного комитета ВКП(б);
- с 1942 года по июль 1944 года — заместитель народного комиссара танковой промышленности СССР по кадрам;
- с 20 июля 1944 по июль 1946 года — 1-й секретарь Барановичского областного комитета КП(б) Беларуси;
- с июля 1946 года по декабрь 1947 года — 1-й секретарь Гомельского областного комитета КП(б) Беларуси;
- с 1.12.1947 по 15.2.1949 — секретарь ЦК КП(б) Беларуси по промышленности;
- с 1.12.1947 по 15.2.1949 — член Бюро ЦК КП(б) Беларуси;
- с 8 июня 1949 года по 1954 год — 2-й секретарь Новосибирского областного комитета ВКП(б)-КПСС;
- в 1954—1955 годах — уполномоченный ЦК КПСС в Акмолинской области;
- с сентября 1955 года по октябрь 1957 года — 1-й секретарь Великолукского областного комитета КПСС;
- с 25.2.1956 по 17.10.1961 — кандидат в члены ЦК КПСС;
- с октября 1957 по 24 октября 1965 года — заместитель директора Научного центра биологических исследований Академии наук СССР (Пущино, Московская область).

Был депутатом Верховного Совета СССР 2, 3 и 4 созывов.
Умер 24 октября 1965 года в Москве. Похоронен на Новодевичьем кладбище (6 участок, 24 ряд). Авторы надгробного памятника — скульптор Т. Бермант, архитектор С. Куповский.

## Награды
- Награждён орденами Ленина, Красной Звезды, Трудового Красного Знамени, Отечественной войны I-й степени, а также медалями.